# William de Warenne, 5. Earl of Surrey

Wappen der Warenne: Kariert in Gold und Azur. Dieses Wappen findet sich heute unter anderem im dritten Geviertfeld des Wappens des Duke of Norfolk wieder.

William de Warenne, 5. Earl of Surrey (* 1166; † 1240) war der Sohn des Hamelin de Warenne (Plantagenet) und der Isabel, der Tochter des William de Warenne, 3. Earl of Surrey. Sein Vater Hamelin übertrug ihm die Güter von Appleby (North Lincolnshire).
De Warenne war einer der Teilnehmer an der Krönung König John von Englands am 27. Mai 1199. Mit dem Verlust der Normandie an Frankreich im Jahr 1204 verlor auch er seine normannischen Besitzungen (1202 war er noch Lieutenant der Gascogne), König John entschädigte ihn aber mit Grantham und Stamford.
Seine erste Beleihung mit dem Amt des Lord Warden of the Cinque Ports ist auf 1204 datiert und währte bis 1206. Zwischen 1208 und 1213 war er Warden of the Welsh Marches.
William zählte zu den wenigen Baronen, die sich in dessen Streitigkeiten mit den Baronen loyal zu König John (der sein Cousin war) verhielt, während diese dem französischen Prinzen zum englischen Thron verhelfen wollten. Er wird als einer derjenigen erwähnt, die König John zurieten, der Magna Charta zuzustimmen. Seine Treue zum König ließ nur einige wenige Male nach, als dessen Situation hoffnungslos erschien.
Im März 1215 demonstrierte er erneut seine Loyalität gegenüber England, indem er den jungen König Henry III. unterstützte; er war auch mitverantwortlich für die Etablierung der Kathedrale von Salisbury.
Zwischen 1200 und 1208 sowie von 1217 bis 1226 diente er als High Sheriff of Surrey. 1214 wurde er erneut zum Lord Warden of the Cinque Ports ernannt.

## Familie
William heiratete am 13. Oktober 1225 Maud Marshal (* 1192; † 27. März 1248), die älteste Tochter und spätere Miterbin von William Marshal und Witwe des Hugh Bigod, 3. Earl of Norfolk, durch diese Ehe erhielt er den Titel des Earl of Salisbury. Das Ehepaar hatte einen Sohn und eine Tochter. Der Sohn John (* 1231; † 1304) folgte seinem Vater als Earl; die Tochter, Isabel de Warenne (* um 1228; † 1282) heiratete Hugh d’Aubigny, 5. Earl of Arundel.
Vermutlich hatte William noch eine frühere, kinderlose Ehe mit Matilda, der Tochter des William d’Aubigny, 2. Earl of Arundel.